# 14-я гвардейская истребительная авиационная дивизия
14-я гвардейская истребительная авиационная Кировоградско-Будапештская Краснознамённая ордена Суворова дивизия (14-я гв. иад)  — гвардейское формирование (соединение, дивизия) истребительной авиации РККА ВС СССР.

## Наименования дивизии
- 302-я истребительная авиационная дивизия;
- 302-я истребительная авиационная Кировоградская дивизия;
- 14-я гвардейская истребительная авиационная Кировоградская дивизия;
- 14-я гвардейская истребительная авиационная Кировоградская ордена Суворова дивизия;
- 14-я гвардейская истребительная авиационная Кировоградская Краснознамённая ордена Суворова дивизия;
- 14-я гвардейская истребительная авиационная Кировоградско-Будапештская Краснознамённая ордена Суворова дивизия;
- 92-я гвардейская истребительная авиационная Кировоградско-Будапештская Краснознамённая ордена Суворова дивизия;
- 92-я гвардейская истребительная авиационная Кировоградско-Будапештская Краснознамённая ордена Суворова дивизия ПВО;
- Войсковая часть (Полевая почта) 40495.

## История и боевой путь дивизии
14-я гвардейская истребительная авиационная Кировоградская дивизия сформирована в Московской области в декабре 1942 года как 302-я истребительная авиационная дивизия. До середины марта 1943 дивизия находилась в резерве Ставки ВГК, затем в составе 4-го истребительного авиационного корпуса была включена во 2-ю воздушную армию Воронежского фронта. В составе 4-го истребительного авиационного корпуса (в июле 1944 преобразован в 3-й гвардейский истребительный авиационный корпус) она действовала до конца войны. До 5 июля 1943 дивизия во взаимодействии с другими авиационными соединениями 2-й воздушной армии участвовала в боевых действиях по завоеванию господства в воздухе в районе Курска, прикрывала войска 6-й и 7-й гвардейских армий, аэродромы воздушной армии, сопровождала авиационные части 1-го бомбардировочного и 1-го штурмового авиационных корпусов при нанесении ими ударов по войскам противника и вела воздушную разведку. За это время совершила 1764 самолёто-вылета, провела 106 воздушных боёв, в которых сбила 61 самолёт противника.
С 5 июля 1943 дивизия прикрывала войска Воронежского фронта в оборонительном сражении на белгородско-курском направлении. В ходе ожесточённых воздушных боёв сбила 100 самолётов противника. 18 июля в составе 4-го истребительного авиационного корпуса была передана 5-й воздушной армии (в которой действовала до конца войны) Степного фронта. В июле -августе 1943 участвовала в Белгородско-Харьковской наступательной операции, в ходе которой сопровождала части 1-го бомбардировочного авиационного корпуса, прикрывала войска 7-й гв. и 69-й армий. В сентябре 1943 — январе 1944 в ходе битвы за Днепр и наступления советских войск на Правобережной Украине дивизия продолжала вести боевые действии во взаимодействии с 1-м бомбардировочным авиационным корпусом, прикрывала 5-ю и 7-ю гвардейские, 5-ю гв. танковую, 53-ю и 57-ю армии.
В ходе боевых действий лётчики-истребители дивизии показали примеры мужества, отваги и высокого мастерства. 2 октября 1943 г. группа из 4 истребителей под командованием коммуниста ст. лейтенанта К. А. Евстигнеева смело вступила в бой с 4, затем с 8 истребителями и 12 бомбардировщиками противника. В обоих воздушных боях советские лётчики одержали победу. Евстигнеев лично сбил 2 фашистских самолёта. За отличие в боях при овладении войсками 2-го Украинского фронта города Кировоград дивизия была удостоена почётного наименования «Кировоградская» (8 янв. 1944). В конце янв.- февр. 1944 она прикрывала войска ударной группировки фронта в ходе окружения и уничтожения немецко-фашистских войск в районе Корсунь-Шевченковского.
В Уманско-Ботошанской операции прикрывала боевые порядки наступающих войск и переправы через реки Южный Буг, Днестр и Прут, сопровождала части 2-го гв. бомбардировочного и 1-го гв. штурмового авиационного корпусов, а также транспортной авиации. С марта 1943 до июля 1944 дивизия уничтожила в воздушных боях более 500 самолётов противника. За проявленные отвагу, стойкость, дисциплину, организованность и героизм личного состава была преобразована в 14-ю гвардейскую истребительную авиационную дивизию (2 июля 1944).
В июле — августе 1944, в период подготовки и проведения Ясско-Кишинёвской операции, дивизия прикрывала войска 7-й гв., 27-й, 52-й и 6-й гвардейской танковых армий. За образцовое выполнение заданий командования при овладении войсками фронта гг. Рымникул-Сэрат и Фокшаны, проявленные при этом доблесть и мужество дивизия была награждена орденом Суворова 2-й степени (15 сент. 1944). В Дебреценской и Будапештской операциях прикрывала боевые -порядки войск 6-й гв. танковой, 7-й гв. и 53-й армий, конно-механизированной группы генерал-лейтенанта И. А. Плиева и Будапештской группы войск генерал-лейтенанта И. М. Манагарова, сопровождала части 218-й бомбардировочной авиационной дивизии. За высокое лётное мастерство, отвагу и героизм личного состава в ходе разгрома немецко-фашистских войск на территории Венгрии дивизия была награждена орденом Красного Знамени (14 ноября 1944) и удостоена почётного наименования «Будапештская» (5 апр. 1945).
В марте-мае 1945 года части дивизии участвовали в Венской и Братиславско-Брновской наступательных операциях. В ходе их они обеспечивали наступление наземных войск, механизированных и танковых соединений фронта, осуществляли прикрытие переправ через реки Дунай и Грон, сопровождали бомбардировщики при нанесении бомбовых ударов по военным объектам противника в городах Вена и Братислава. За успешные боевые действия в этих операциях части дивизии были награждены: 177-й и 179-й гвардейские истребительные авиаполки орденом Суворова 3-й степени, 178-й гвардейский истребительный авиаполк — орденом Красного Знамени.
Свой боевой путь в Великой Отечественной войне завершила в мае 1945 участием в Пражской операции. Базировалась под Брно в Чехословакии.
В составе действующей армии дивизия находилась со 2 июля 1944 года по 11 мая 1945 года, всего 314 дней.
После войны дивизия продолжала входить в состав 3-го гвардейского истребительного авиационного Ясского Краснознамённого ордена Суворова корпуса 17-й воздушной армии Южной группы войск на аэродромном узле Крумово (Пловдив) в Болгарии. С 29 октября 1947 года дивизия в составе 3-го гвардейского истребительного авиационного Ясского Краснознамённого ордена Суворова корпуса перебазировалась в состав 7-й воздушной армии Закавказского военного округа на аэродромный узел Красноводск.
Директивой начальника Генерального штаба КА от 10 января 1949 года 14-я гвардейская истребительная авиационная Кировоградско-Будапештская Краснознамённая ордена Суворова дивизия с 20 февраля стала именоваться 92-я гвардейская истребительная авиационная Кировоградско-Будапештская Краснознамённая ордена Суворова дивизия. Также переименованы корпус и армия. Дивизия входила в состав 72-го гвардейского истребительного авиационного Ясского Краснознамённого ордена Суворова корпуса 62-й воздушной армии Закавказского военного округа. В феврале 1950 года дивизия вместе с корпусом вошли в состав войск ПВО и подчинялись 42-й воздушной истребительной армии ПВО Закавказского военного округа. 5 февраля 1958 года дивизия была расформирована в составе 72-го гвардейского истребительного авиационного Ясского Краснознамённого ордена Суворова корпуса ПВО 42-й воздушной истребительной армии ПВО Бакинского округа ПВО на аэроузле Красноводск.

## Участие в операциях и битвах
- Яссо-Кишиневская операция с 20 августа 1944 года по 29 августа 1944 года.
- Белградская операция с 28 сентября 1944 года по 20 октября 1944 года.
- Дебреценская операция с 6 октября 1944 года по 28 октября 1944 года.
- Будапештская операция с 29 октября 1944 года по 13 февраля 1945 года.
- Западно-Карпатская операция с 12 января 1945 года по 18 февраля 1945 года.
- Балатонская операция с 6 марта 1945 года по 15 марта 1945 года.
- Братиславско-Брновская наступательная операция с 25 марта 1943 года по 5 мая 1945 года.
- Пражская операция с 6 мая 1945 года по 11 мая 1945 года.

## В составе объединений
| Дата            | Фронт (округ)              | Армия                                   | Корпус                                             | Примечания     |
| --------------- | -------------------------- | --------------------------------------- | -------------------------------------------------- | -------------- |
| 02.07.1944 года | 2-й Украинский фронт       | 5-я воздушная армия                     | 3-й гвардейский истребительный авиационный корпус  | -              |
| 01.08.1945 года | Южная группа войск         | 17-я воздушная армия                    | 3-й гвардейский истребительный авиационный корпус  | -              |
| 01.10.1947 года | Закавказский военный округ | 7-я воздушная армия                     | 3-й гвардейский истребительный авиационный корпус  | -              |
| 20.02.1949 года | Закавказский военный округ | 62-я воздушная армия                    | 72-й гвардейский истребительный авиационный корпус | -              |
| 20.02.1950 года | Закавказский военный округ | 42-я воздушная истребительная армия ПВО | 72-й гвардейский истребительный авиационный корпус | -              |
| 20.03.1950 года | Бакинский район ПВО        | 42-я воздушная истребительная армия ПВО | 72-й гвардейский истребительный авиационный корпус | -              |
| 01.06.1954 года | Бакинский округ ПВО        | 42-я воздушная истребительная армия ПВО | 72-й гвардейский истребительный авиационный корпус | -              |
| 05.02.1958 года | Бакинский округ ПВО        | 42-я воздушная истребительная армия ПВО | 72-й гвардейский истребительный авиационный корпус | расформирована |

## Командиры дивизии
| Звание    | Имя                     | Период               | Примечание |
| --------- | ----------------------- | -------------------- | ---------- |
| Полковник | Юдаков Алексей Павлович | 02.07.1944 — 12.1946 |            |

## Состав дивизии
За весь период своего существования боевой состав дивизии не претерпевал изменения, в её состав входили полки:
| Период                  | Наименование                                      |
| ----------------------- | ------------------------------------------------- |
| 02.07.1944 — 05.02.1958 | 177-й гвардейский истребительный авиационный полк |
| 02.07.1944 — 01.04.1958 | 178-й гвардейский истребительный авиационный полк |
| 02.07.1944 — 05.02.1958 | 179-й гвардейский истребительный авиационный полк |

## Награды
- 14-я гвардейская истребительная авиационная Кировоградская дивизия за образцовое выполнение заданий командования в боях с немецкими захватчиками, за овладение городами Рымнику-Сэрат (Рымник) и Фокшаны, проявленные при этом доблесть и мужество Указом Президиума Верховного Совета СССР от 15 сентября 1944 года награждена орденом «Суворова II степени»[4]. Указ объявлен Приказом НКО СССР № 0329 от 25.09.1944 г.[4].
- 14-я гвардейская истребительная авиационная Кировоградская ордена Суворова дивизия за образцовое выполнение заданий командования в боях с немецкими захватчиками, за овладение городом Ньиредьхаза и проявленные при этом доблесть и мужество Указом Президиума Верховного Совета СССР от 14 ноября 1944 года награждена орденом Красного Знамени[4]. Указ объявлен Приказом НКО СССР № 0397 от 25.11.1944 г.[4].
- 178-й гвардейский истребительный авиационный полк за образцовое выполнение заданий командования в боях с немецкими захватчиками, за овладение городом Дебрецен проявленные при этом доблесть и мужество Указом Президиума Верховного Совета СССР от 14 ноября 1944 года награждён орденом «Богдана Хмельницкого II степени». Указ объявлен Приказом НКО СССР № 0389 от 07.12.1944 г.[4].
- 178-й гвардейский истребительный авиационный ордена Богдана Хмельницкого полк за образцовое выполнение заданий командования в боях с немецкими захватчиками при за овладении городами Дьер, Комаром и проявленные при этом доблесть и мужество Указом Президиума Верховного Совета СССР от 17 мая 1945 года награждён орденом Красного Знамени[5]. Указ объявлен Приказом НКО СССР № 0104 от 31.05.1945 г.[5].
- 177-й гвардейский истребительный авиационный Дебреценский полк за образцовое выполнение заданий командования в боях рот прорыве обороны немцев в горах Вэртэшхэдьшег западнее Будапешта, овладении городами Эстергом, Несмей, Фельшегалла, Тата и проявленные при этом доблесть и мужество Указом Президиума Верховного Совета СССР от 26 апреля 1945 года награждён орденом «Суворова III степени»[5]. Указ объявлен Приказом НКО СССР № 095 от 31.05.1945 г.[5].
- 179-й гвардейский истребительный авиационный Трансильванский полк за образцовое выполнение заданий командования в боях рот прорыве обороны немцев в горах Вэртэшхэдьшег западнее Будапешта, овладении городами Эстергом, Несмей, Фельшегалла, Тата и проявленные при этом доблесть и мужество Указом Президиума Верховного Совета СССР от 26 апреля 1945 года награждён орденом «Суворова III степени»[5]. Указ объявлен Приказом НКО СССР № 095 от 31.05.1945 г.[5].

## Почётные наименования
- За успешные боевые действия в Будапештской наступательной операции приказом НКО № 064 от 5 апреля 1945 года на основании Приказа ВГК № 277 от 13 февраля 1945 года 14-й гвардейской истребительной авиационной Кировоградской Краснознамённой ордена Суворова дивизии присвоено почётное наименование «Будапештская».
- За успешные боевые действия в Дебреценской наступательной операции приказом НКО № 0366 от 4 ноября 1944 года на основании Приказа ВГК № 199 от 20 октября 1944 года 177-му гвардейскому истребительному авиационному полку присвоено почётное наименование «Дебреценский».
- За успешные боевые действия в Дебреценской наступательной операции приказом НКО № 0368 от 11 ноября 1944 года на основании Приказа ВГК № 204 от 25 октября 1944 года 179-му гвардейскому истребительному авиационному полку присвоено почётное наименование «Трансильванский».

## Благодарности Верховного Главнокомандующего
Верховным Главнокомандующим дивизии объявлены благодарности:
- За овладение городами Яссы, Тыргу-Фрумос и Унгены[6]
- За овладение городам Дебрецен[7]
- За овладение городом Будапешт[8]
- За овладение Естергом, Несмей, Фельше-Галла, Тата, а также заняли более 200 других населённых пунктов[9]
- За овладение городами Комарно, Нове-Замки, Шураны, Комьятице, Врабле — сильными опорными пунктами обороны немцев на братиславском направлении[10]
- За овладение городами Трнава, Глоговец, Сенец — важными узлами дорог и опорными пунктами обороны немцев, прикрывающими подступы к Братиславе[11]
- За овладение важным промышленным центром и главным городом Словакии Братислава — крупным узлом путей сообщения и мощным опорным пунктом обороны немцев на Дунае[12]
- За овладение городами Малацки, Брук, Превидза, Бановце[13]
- За овладение городом Брно[14]
- За овладение городами Яромержице и Зноймо и на территории Австрии городами Голлабрунн и Штоккерау — важными узлами коммуникаций и сильными опорными пунктами обороны немцев[15]

## Отличившиеся воины дивизии

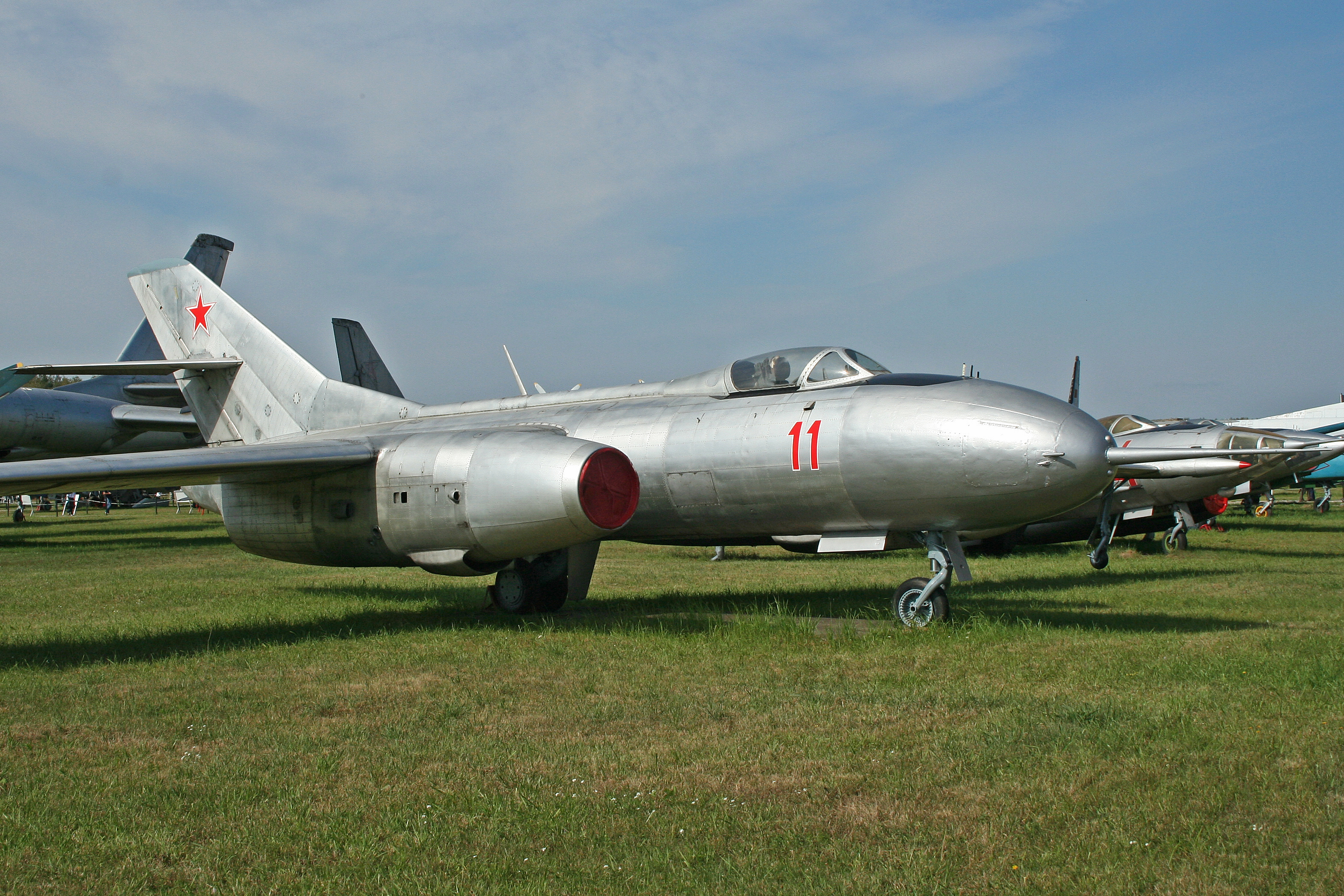
Як-25

За годы войны около 1200 воинов дивизии были награждены орденами и медалями, 19 лётчикам присвоено звание Героя Советского Союза, а К. А. Евстигнеев удостоен этого высокого звания дважды. Среди лётчиков дивизии, получивших звание - Героя Советского Союза, был И. Н. Кожедуб, впоследствии трижды Герой Советского Союза.
Герои Советского Союза
- Евстигнеев Кирилл Алексеевич, гвардии капитан, командир эскадрильи 178-го гвардейского истребительного авиационного полка 14-й гвардейской истребительной авиационной дивизии 3-го гвардейского истребительного авиационного корпуса 5-й воздушной армии 23 февраля 1945 года удостоен звания дважды Герой Советского Союза. Золотая Звезда № 4039
- Жигулёнков Борис Васильевич, гвардии старший лейтенант, заместитель командира эскадрильи 178-го гвардейского истребительного авиационного полка 14-й гвардейской истребительной авиационной дивизии 3-го гвардейского истребительного авиационного корпуса 5-й воздушной армии 26 октября 1944 года удостоен звания Герой Советского Союза. Золотая Звезда не вручена в связи с гибелью
- Брызгалов Павел Александрович, гвардии старший лейтенант, заместитель командира эскадрильи 178-го гвардейского истребительного авиационного полка 14-й гвардейской истребительной авиационной дивизии 3-го гвардейского истребительного авиационного корпуса 5-й воздушной армии 15 мая 1946 года удостоен звания Герой Советского Союза. Золотая Звезда № 4977
- Рязанцев Алексей Фёдорович, гвардии майор, штурман 179-го гвардейского истребительного авиационного полка 14-й гвардейской истребительной авиационной дивизии 3-го гвардейского истребительного авиационного корпуса 5-й воздушной армии 23 февраля 1945 года удостоен звания Герой Советского Союза. Золотая Звезда № 5450
- Блинов Алексей Павлович, гвардии старший лейтенант, заместитель командира эскадрильи 177-го гвардейского истребительного авиационного полка 14-й гвардейской истребительной авиационной дивизии 3-го гвардейского истребительного авиационного корпуса 5-й воздушной армии 23 февраля 1948 года удостоен звания Герой Советского Союза. Золотая Звезда № 8308
- Догадайло Алексей Дмитриевич, гвардии старший лейтенант, командир звена 177 -го гвардейского истребительного авиационного полка 14-й гвардейской истребительной авиационной дивизии 3-го гвардейского истребительного авиационного корпуса 5-й воздушной армии 15 мая 1946 года удостоен звания Герой Советского Союза. Золотая Звезда № 6911
- Дьячков Александр Алексеевич, гвардии старший лейтенант, лётчик 179-го гвардейского истребительного авиационного полка 14-й гвардейской истребительной авиационной дивизии 3-го гвардейского истребительного авиационного корпуса 5-й воздушной армии 15 мая 1946 года удостоен звания Герой Советского Союза. Золотая Звезда не вручена в связи с гибелью.
- Кононенко Никита Никифорович, гвардии капитан, штурман 179-го гвардейского истребительного авиационного полка 14-й гвардейской истребительной авиационной дивизии 3-го гвардейского истребительного авиационного корпуса 5-й воздушной армии 15 мая 1946 года удостоен звания Герой Советского Союза. Золотая Звезда № 5450
- Мальцев Константин Савельевич, гвардии капитан, командир эскадрильи 177-го гвардейского истребительного авиационного полка 14-й гвардейской истребительной авиационной дивизии 3-го гвардейского истребительного авиационного корпуса 5-й воздушной армии 15 мая 1946 года удостоен звания Герой Советского Союза. Золотая Звезда № 8964
- Мудрецов Валентин Фёдорович, гвардии старший лейтенант, заместитель командира эскадрильи 178-го гвардейского истребительного авиационного полка 14-й гвардейской истребительной авиационной дивизии 3-го гвардейского истребительного авиационного корпуса 5-й воздушной армии 15 мая 1946 года удостоен звания Герой Советского Союза. Золотая Звезда № 6901
- Мухин Анатолий Фёдорович, гвардии старший лейтенант, командир звена 177 -го гвардейского истребительного авиационного полка 14-й гвардейской истребительной авиационной дивизии 3-го гвардейского истребительного авиационного корпуса 5-й воздушной армии 15 мая 1946 года удостоен звания Герой Советского Союза. Золотая Звезда № 8992
- Середа Игорь Емельянович, гвардии лейтенант, командир звена 178-го гвардейского истребительного авиационного полка 14-й гвардейской истребительной авиационной дивизии 3-го гвардейского истребительного авиационного корпуса 5-й воздушной армии 15 мая 1946 года удостоен звания Герой Советского Союза. Золотая Звезда № 6666